# J.League Division 2 2013
La stagione 2013 è la quindicesima edizione della J.League Division 2, secondo livello del campionato giapponese di calcio. Le prime due squadre, più una tra quelle classificate tra il 3º e 6º posto, che disputeranno i play-off, saranno promosse alla J.League Division 1. L'ultima sarà retrocessa nella Japan Football League e la penultima dovrà fare i play-out contro la seconda classificata di quest'ultimo campionato.

## I Club
Ventforet Kofu e Shonan Bellmare, campioni e vice-campioni nella edizione precedente, e Oita Trinita, vincente dei play-off nella stagione 2012, sono state promosse alla J1, mentre Consadole Sapporo, Vissel Kobe, e Gamba Osaka sono state retrocesse in questa divisione. Sapporo è retrocesso dopo soltanto un anno nella massima divisione, e Kobe ritorna in questa lega dopo la sua ultima apparizione nel 2006.
V-Varen Nagasaki, campioni della Japan Football League 2012, sono stati promosse alla J2 mentre F.C. Machida Zelvia, promossa nella J2 la scorsa annata, è retrocesso nella Japan Football League dopo una sola stagione dopo essersi classificato 22º.
| Club                | Città            | Note                                      |
| ------------------- | ---------------- | ----------------------------------------- |
| Avispa Fukuoka      | Fukuoka          |                                           |
| Consadole Sapporo   | Sapporo          | Retrocessa dalla J.League Division 1 2012 |
| Ehime F.C.          | Ehime            |                                           |
| Fagiano Okayama     | Okayama          |                                           |
| Gainare Tottori     | Tottori          |                                           |
| Gamba Osaka         | Suita            | Retrocessa dalla J.League Division 1 2012 |
| F.C. Gifu           | Gifu             |                                           |
| Giravanz Kitakyushu | Kitakyūshū       |                                           |
| Mito HollyHock      | Mito             |                                           |
| JEF United Chiba    | Chiba & Ichihara |                                           |
| Kataller Toyama     | Toyama           |                                           |
| Montedio Yamagata   | Yamagata         |                                           |
| Roasso Kumamoto     | Kumamoto         |                                           |
| Kyoto Sanga F.C.    | Kyoto            |                                           |
| Thespakusatsu Gunma | Maebashi         |                                           |
| Tochigi S.C.        | Utsunomiya       |                                           |
| Tokyo Verdy         | Tokyo            |                                           |
| Vissel Kobe         | Kōbe,            | Retrocessa dalla J.League Division 1 2012 |
| Tokushima Vortis    | Tokushima        |                                           |
| V-Varen Nagasaki    | Nagasaki         | Campione della Japan Football League 2012 |
| Matsumoto Yamaga    | Matsumoto        |                                           |
| Yokohama F.C.       | Yokohama         |                                           |

## Giocatori stranieri
| Squadra             | Giocatore 1    | Giocatore 2         | Giocatore 3    | Giocatore asiatico | Straniero senza visto | Contratto di tipo C |
| ------------------- | -------------- | ------------------- | -------------- | ------------------ | --------------------- | ------------------- |
| Avispa Fukuoka      | Park Gon       | Bratislav Punoševac | Oh Chang-hyun  | Kim Min-je         |                       | Chang Jong-won      |
| Consadole Sapporo   | Ferro          | Paulao              | Cho Sung-jin   | Lê Công Vinh       |                       |                     |
| Ehime FC            | Alair          | Ante Tomić          | Osmar          |                    |                       |                     |
| Fagiano Okayama     | Piakai Henkel  |                     |                | Kim Min-kyun       |                       |                     |
| Gainare Tottori     | Dudu           | Ansger Otto         |                |                    |                       |                     |
| Gamba Osaka         | Rocha          | Paulinho            |                | Oh Jae-suk         |                       |                     |
| FC Gifu             | Desmond        | Baže Ilijoski       | Stipe Plazibat | Ri Han-jae         | Kayne Vincent         |                     |
| Giravanz Kitakyushu | Ahn Young-gyu  | Kim Dong-hee        | Lee Keun-ho    | Nam Il-woo         |                       |                     |
| Mito HollyHock      |                |                     |                | Kim Yong-gi        |                       |                     |
| JEF United Chiba    | Kempes         | Kim Hyun-hun        |                | Nam Seung-woo      |                       |                     |
| Kataller Toyama     | Kim Young-keun | Yang Hae-joon       |                | Seo Yong-duk       |                       |                     |
| Montedio Yamagata   | Romero Frank   | Lee Joo-young       | Álvaro Peña    |                    | Kim Byeom-yong        |                     |
| Roasso Kumamoto     | Douglas        | Fabio               | Ro Hyung-gu    |                    |                       |                     |
| Kyoto Sanga         | Wilfried Sanou | Miloš Bajalica      | Kang Song-ho   | Oh Seung-hoon      | Hwang Te-song         |                     |
| Thespakusatsu Gunma | Eder           | Daniel Lovinho      | Kweon Han-jin  | Hwang Te-jun       | Hwang Song-su         |                     |
| Tochigi SC          | Cristiano      | Paulinho            | Sabia          | Cha Young-hwan     |                       |                     |
| Tokyo Verdy         |                |                     |                | Kim Jong-pil       |                       |                     |
| Tokushima Vortis    | Alex           | Douglas             |                | Kim Jong-min       |                       |                     |
| Matsumoto Yamaga    | Rodrigo Cabeça | Park Gwang-il       |                | Yoon Sung-yeul     |                       |                     |
| Vissel Kobe         | Mazinho        | Popó                | Estiven        | Lee Kwang-seon     | Kim Song-gi           | Gang Yoon-goo       |
| V-Varen Nagasaki    | Cho Min-woo    |                     |                | Oh Chang-hyun      |                       |                     |
| Yokohama FC         | Bae Hu-min     | Patrick Vieira      |                | Bae Seung-jin      |                       | Na Sung-soo         |